# Theridion bicruciatum
Espèce
Theridion bicruciatum est une espèce d'araignées aranéomorphes de la famille des Theridiidae.

## Distribution
Cette espèce se rencontre au Sénégal, au Mozambique, en Afrique du Sud et en Eswatini.

## Description
La femelle holotype mesure 4 mm.
La femelle décrite par Dippenaar-Schoeman et Webb en 2024 mesure 34 mm.

## Systématique et taxinomie
Cette espèce a été décrite par Roewer en 1961.

## Publication originale
- Roewer, 1961 : « Opilioniden und Araneen, Le Parc National de Niokolo-Koba, 2. » Mémoires de l'Institut français d'Afrique noire, vol. 62, p. 33-81.